# Hürriyet

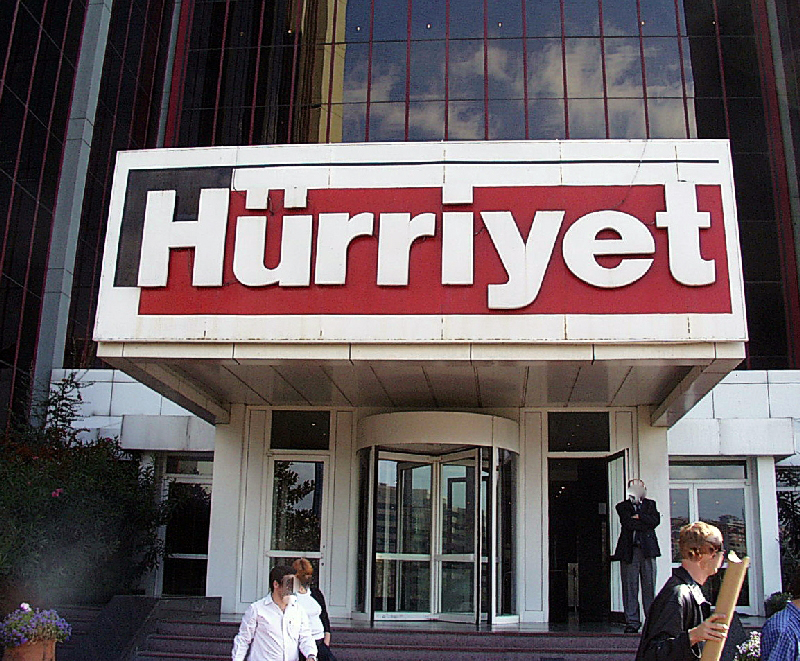
Sede do Hürriyet em Istambul

O Hürriyet ("Liberdade" em turco) é um jornal diário turco de grande circulação, fundado em 1 de maio de 1948 por Sedat Simavi. O jornal tem delegações e edições regionais em Istambul, Ancara, Esmirna, Adana, Antália e Trebizonda, além de também ter uma edição em Frankfurt, Alemanha.
O jornal faz parte da Doğan Yayın Holding, a holding para os media da Grupo Doğan, um grupo financeiro, industrial e de media turco.  A Doğan Yayın conta com 52 delegações e 600 jornalistas na Turquia e no estrangeiro, que trabalham para os jornais e canais de televisão do grupo através da sua filiação na Doğan News Agency. Em abril de 2009 a circulação média diária era de 496 000 exemplares, o terceiro maior valor entre os jornais turcos.
O Hürriyet foi fundado em 1 de maio de 1948 com uma equipa de 48 jornalistas. Na primeira semana vendeu 50 000 exemplares. Foi a 59ª e última publicação fundada por Sedat Simavi. Um dos seus fundadores foi Gökşin Sipahioğlu, que depois fundaria a agência fotográfica francesa Sipa Press.

## Linha editorial
O Hürriyet tem fortes inclinações nacionalistas, tendo sido acusado de ter publicado artigos que provocaram os pogroms anti-gregos de Istambul em 1955, que levaram à fuga de uma parte considerável da população grega que ainda restava na cidade. O jornal foi também acusado de lançar campanhas difamatórias contra intelectuais e artistas turcos, como por exemplo contra o jornalista turco-arménio Hrant Dink, que resultou no julgamento deste por "insultos à turquicidade", com base no artigo 301º do Código Penal turco. O lema do jornal, que figura no cabeçalho é «Türkiye Türklerindir» ("a Turquia pertence aos turcos"), é da autoria de Mehmed Talat, um dos líderes otomanos durante a Primeira Guerra Mundial e um dos principais responsáveis do genocídio arménio.

## Golden Butterfly Awards
Hürriyet junto à Pantene, são os patrocinadores do prêmio anual Golden Butterfly, em que os leitores votam entre os indicados, destaques da televisão e música turca.

## Polémica da multa de 2009
Em fevereiro de 2009, o Grupo Doğan, proprietário do Hürriyet, foi condenado a pagar uma multa de 826,2&milhões de liras turcas (c. 387 milhões de euros) por evasão fiscal. Essa multa levou a Bolsa de Valores da Turquia a suspender as ações do grupo. Antecipando essa ocorrência, a Fitch tinha baixado o rating do Hürriyet para BB-.
Os executivos do grupo Doğan expressaram a opinião que a multa era motivada por fins políticos intimidatórios, devido ao Hürriyet ter ligado o primeiro-ministro Recep Tayyip Erdoğan e o seu partido, o AKP, a um escândalo relacionado com caridade na Alemanha. Em março de 2009, Durão Barroso, presidente da Comissão Europeia, expressou publicamente a suas preocupações acerca da multa, declarando que ela ameaçava o "pluralismo e liberdade de imprensa".
Em setembro de 2009, o Grupo Doğan foi novamente multado no valor recorde de 2 500 mihões de dólares (c. 1 700 milhões de euros), relativos a irregularidades fiscais passadas. Esta multa provocou mais reações públicas da Comissão Europeia, bem como da Organização para a Segurança e Cooperação na Europa (OSCE) e suscitou a comparação do caso com as multas aplicadas pelo então presidente russo Vladimir Putin para levar à falência a companhia petrolífera Yukos por alegadas razões políticas. Numa entrevista, Erdoğan negou esta acusação, classificando-a de "muito feia" e desrespeitosa tanta para ele como para Putin.